# Mavrotragano
Die Rotweinsorte Mavrotragano (griechisch μαύρος mavros, deutsch ‚schwarz‘; τραγανός traganos ‚knusprig‘, ‚knackig‘) ist auf der griechischen Insel Santorin, Teil der Inselgruppe der Kykladen, heimisch. In seiner 1943 erschienenen Ampelographie griechischer Rebsorten ordnete V. Krimbas die Sorte Mavrotragano verwandtschaftlich in die Nähe der Sorte Mavroudi ein.
Vor einigen Jahren beinahe ausgestorben, wird Mavrotragano heute bei stark steigender Tendenz auf weniger als 2 % der Anbaufläche des Weinbaugebiets Santorin angebaut. Vorreiter beim Neuanfang spielte der Winzer Paris Sigalas. Nach ersten Versuchen mit Verschnitten zusammen mit der Rebsorte Mandilaria bietet er den Wein mittlerweile auch sortenrein an.

## Ampelographische Sortenmerkmale
In der Ampelographie wird der Habitus folgendermaßen beschrieben:
- Die Triebspitze ist offen. Sie ist weißwollig behaart. Die bronzefarbenen gefleckten Jungblätter sind nur leicht wollig behaart.
- Die Blätter sind fünflappig und tief gebuchtet. Die Stielbucht ist lyren-förmig offen. Das Blatt ist stumpf gezahnt. Die Zähne sind im Vergleich der Rebsorten mittelweit gesetzt.
- Die walzenförmige Traube ist mittelgroß. Die rundlichen Beeren sind mittelgroß und von blau-schwarzer Farbe.

Die spät austreibende Rebsorte reift ca. 20 Tage nach dem Gutedel und gilt somit innerhalb der weißen Rebsorten als mittelspät reifend. In Griechenland kann sie meist zwischen dem 20. August und dem 5. September geerntet werden.